# Újtelek
Újtelek je obec v Maďarsku v župě Bács-Kiskun v okrese Kalocsa.

## Poloha
Újtelek leží na jihu Maďarska. Kalocsa – 15 km, Solt – 27 km.